# アントニエッタ・コルネリア・フェッターライン

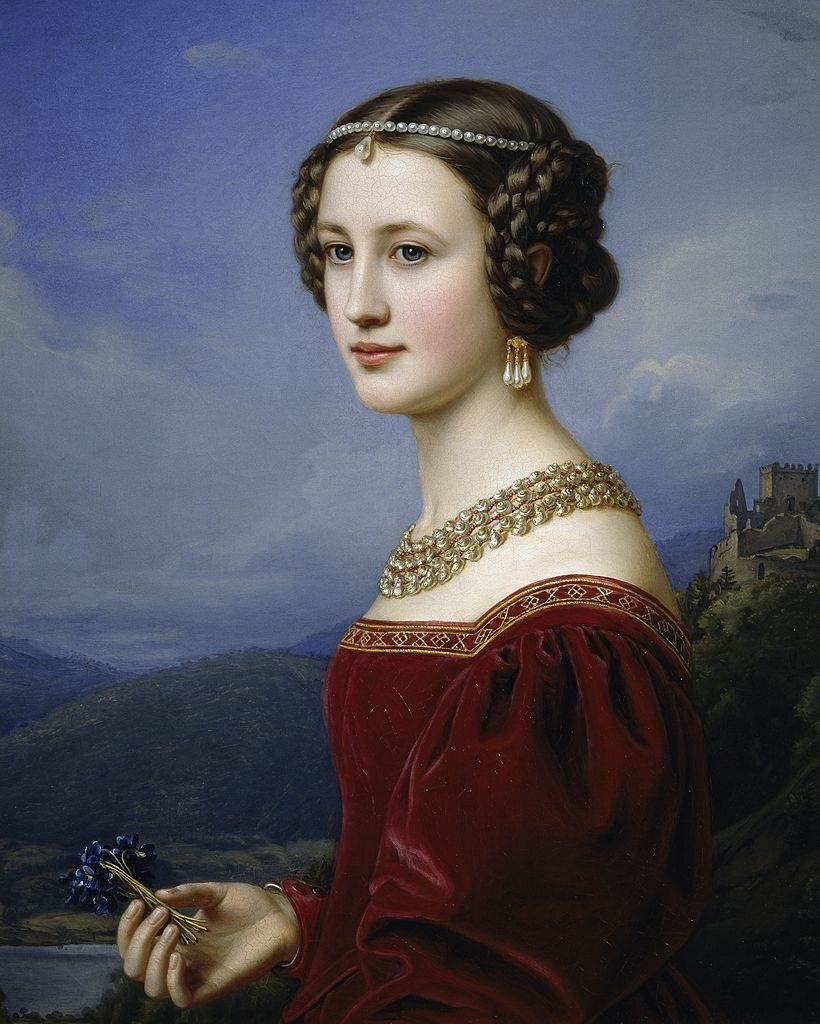
シュティーラーの描くコルネリア・フェッターライン

アントニエッタ・コルネリア・フェッターライン（Antonietta Cornelia Vetterlein, 1812年12月25日 ミュンヒベルク - 1862年3月5日 マインロイス）は、19世紀前半の南独バイエルン王国で評判の美人だった女性の1人で、バイエルン王ルートヴィヒ1世が宮廷画家ヨーゼフ・カール・シュティーラーに命じて美人画ギャラリーに彼女の肖像画を加えた。
バイエルンの上級行政事務官・邦議会議員を務めたヨハン・マルティン・カール・フェッターライン（1786年 - 1849年）と、ミュンヘン宮廷の御用庭師の娘ロザーリエ・カタリーナ・シュナイダーの間に生まれた。1826年、クレメンス・アウグスト・ハイゲルを座長とするミュンヘン宮廷劇団に研修生として参加すると、その美貌でルートヴィヒ1世王を魅了した。1828年、王は美人画ギャラリーに納めるための、当時16歳のコルネリアの肖像画をシュティーラーに制作させた。1843年、フランツ・ルートヴィヒ・フォン・キュンスベルク男爵（1790年 - 1860年）と結婚し、間に娘を1人もうけた
。1862年、婚家の所領のある小村シュマイルスドルフで死去。
美人画ギャラリーの肖像画の大半に背景が描かれていないにもかかわらず、コルネリアの肖像画には貞節の擬人化というコンセプトがあったために、背景に中世の城址が描かれた。背景の城址の雰囲気に合うよう、コルネリアの装いも中世ドイツの城に住む貴族女性をイメージしたものとなっている。

## 引用・脚注
1. ↑  S. K. Ludovic, "A King's Gallery of Beauty" Strand Magazine (January 1902): 16-23.
2. ↑  Christina Antonietta Cornelia Vetterlein (1812–1862), https://www.ancestry.com/genealogy/records/christina-antonietta-cornelia-vetterlein-24-tbqfnk
3. ↑  kilchichakov (2015年10月6日). “Галерея красавиц. 26, 27, 28,29, 30”. kilchichakov. 2025年3月20日閲覧。[より良い情報源が必要]
4. ↑  Collection Gestman Gerats, “Collection G G”. 2025年3月20日閲覧。
5. ↑  August-Horch-Schule (mit Verweis auf berühmte Münchberger), https://www.muenchbuerger.info/hmw/o10_august_horch_schule.html
6. ↑  “Haus der Bayerischen Geschichte - Königreich - Cornelia Vetterlein (1828)”. hdbg.eu. 2025年3月20日閲覧。